# Олмстед (Іллінойс)
Олмстед (англ. Olmsted) — селище (англ. village) в США, в окрузі Пуласкі штату Іллінойс. Населення — 285 осіб (2020).

## Географія
Олмстед розташований за координатами 37°10′56″ пн. ш. 89°5′2″ зх. д. / 37.18222° пн. ш. 89.08389° зх. д. (37.182358, -89.083976).  За даними Бюро перепису населення США в 2010 році селище мало площу 9,06 км², з яких 8,73 км² — суходіл та 0,33 км² — водойми.

## Демографія
Згідно з переписом 2010 року, у селищі мешкали 333 особи в 153 домогосподарствах у складі 92 родин. Густота населення становила 37 осіб/км².  Було 179 помешкань (20/км²).
Расовий склад населення:
| - 83,5 % — білих - 14,7 % — чорних або афроамериканців - 0,3 % — корінних американців |

До двох чи більше рас належало 1,5 %. Частка іспаномовних становила 2,1 % від усіх жителів.
За віковим діапазоном населення розподілялося таким чином: 18,6 % — особи молодші 18 років, 55,3 % — особи у віці 18—64 років, 26,1 % — особи у віці 65 років та старші. Медіана віку мешканця становила 49,3 року. На 100 осіб жіночої статі у селищі припадало 89,2 чоловіків;  на 100 жінок у віці від 18 років та старших — 81,9 чоловіків також старших 18 років.
Середній дохід на одне домашнє господарство  становив 44 339 доларів США (медіана — 32 273), а середній дохід на одну сім'ю — 57 989 доларів (медіана — 56 875). За межею бідності перебувало 20,2 % осіб, у тому числі 27,5 % дітей у віці до 18 років та 14,5 % осіб у віці 65 років та старших.
Цивільне працевлаштоване населення становило 145 осіб. Основні галузі зайнятості: освіта, охорона здоров'я та соціальна допомога — 33,1 %, будівництво — 17,2 %, транспорт — 10,3 %, виробництво — 9,7 %.